# Kikuyubuulbuul
De kikuyubuulbuul (Arizelocichla kikuyuensis; synoniem: Andropadus kikuyuensis) is een zangvogel uit de familie Pycnonotidae (buulbuuls).

## Verspreiding en leefgebied
Deze soort komt voor in de bergen van oostelijk Congo-Kinshasa, Oeganda, Rwanda, Burundi en centraal Kenia.

## Status
De kikuyubuulbuul komt niet als aparte soort voor op de lijst van het IUCN, maar is daar een ondersoort van de oostelijke grijskeelbuulbuul (Arizelocichla nigriceps).